# Marist College (CDP, New York)
Marist College est une census-designated place du comté de Dutchess, dans l'État de New York, aux États-Unis. En 2020, elle compte une population de 2 894 habitants.